# Голубець Іван Карпович
Голубець Іван Карпович (нар. 25 квітня (8 травня) 1916, Таганрог — пом. 25 березня 1942, Севастополь) — Герой Радянського Союзу, українець, в роки радянсько-німецької війни кермовий сторожового катера «СК-0183» 3-го дивізіону сторожових катерів Чорноморського флоту, старший червонофлотець.

## Біографія
Іван Голубець народився 25 квітня (8 травня) 1916 року в Таганрозі в родині робітника. Українець. Член ВЛКСМ. Закінчив 7 класів та школу фабрично-заводського учнівства. Працював електромонтером на Азовському металургійному заводі ім. А. А. Алексєєва. Став Ударником Комуністичного праці, за що був нагороджений пам'ятним знаком.
У 1937 році Іван Голубець призваний у Військово-морський флот СРСР. У 1939 році закінчив Балаклавську морську прикордонну школу, служив у 1-му та 2-му Чорноморських загонах прикордонних суден (місто Новоросійськ).
З червня 1941 року учасник радянсько-німецької війни.
25 березня 1942 року Іван Голубець здійснив подвиг під час оборони Севастополя. Ворог методично обстрілював з артилерії Стрілецьку бухту, де базувалися «морські мисливці» охорони водного району (ОВР). Один із снарядів вибухнув біля борту катера № 0121, що призвело до пожежі у машинному відсіку. Командир катера разом з командою намагалися ліквідувати пожежу, але новий вибух снаряду посилив вогонь, який швидко поширювався. Члени екіпажу отримали поранення і опіки.
В цей час поблизу знаходився кермовий-сигнальник з катера № 0183, старший матрос Іван Голубець, який кинувся до палаючого катеру. Він знав, що на кормі катера знаходиться 8 великих та 22 малих глибинних бомб, і яку загрозу вони становлять. Тому моряк вирішив якнайшвидше скинути цей страшний вантаж у воду, аби не допустити їхнього вибуху.
Задихаючись у диму і обпікаючи руки, матрос скидав бомби. Він не чув команди, щоб усі покинули корабель, не чув криків з причалу, щоб він тікав, поки не пізно.
Вогонь вже майже дістався баків з пальним, і коли Іван Голубець нахилився за останньою бомбою, у Стрілецькій бухті пролунав потужний вибух — стовп води і диму піднявся над тим місцем, де стояв палаючий катер. Матроса підкинуло у повітря — його тіло знайшли на причалі.
Ціною свого життя моряк врятував кораблі, людей і споруди в бухті. Героя поховали на території бази, а після війни встановили пам'ятник — молоді моряки нині біля нього складають присягу на вірність Батьківщині.
Указом Президії Верховної Ради СРСР від 14 червня 1942 року за зразкове виконання завдань командування і проявлені мужність і героїзм у боях з німецько-фашистськими загарбниками старшому червонофлотцеві Голубцю Івану Карповичу посмертно присвоєно звання Героя Радянського Союзу.
Іван Голубець похований в Севастополі, на території бази катерів у Стрілецькій бухті.

## Нагороди
Нагороджений орденом Леніна, орденом Вітчизняної війни 1-го ступеня.

## Вшанування пам'яті
- У Севастополі, поблизу місця скоєння подвигу, споруджене погруддя Героя;
- Пам'ятник Герою встановлено в місті Таганрог Ростовської області;
- Ім'ям Героя названі вулиці:
  - у Таганрозі, Каневі Черкаської області, Анапі Краснодарського краю та Севастополі;
  - великий автономний траулер Державного агентства рибного господарства України (на момент аварії біля берегів Мавританії (затонув 21 липня 2019 року) тимчасово був зареєстрований у міжнародному реєстрі торговельного флоту Грузії, і ходив під прапором цієї країни);
  - прогулянковий теплохід, що базується у Феодосійському морському порту;
- Ім'я Героя:
  - на Дошці пам'яті у Музеї Чорноморського флоту в Севастополі;
  - на пам'ятному знаку Героям-землякам в Каневі.
- У селі Ліплявому, у радянські часи, був в школі піонерський загін імені Голубця[5].

У 1950 році Наказом Міністра оборони СРСР Іван Голубець навічно зарахований до списків особового складу одного з кораблів Чорноморського флоту. У 1965 році його ім'ям був названий сторожовий прикордонний корабель Тихоокеанського прикордонного округу (знаходився у строю до 1997 року).